# 눈 신경
눈 신경(ophthalmic nerve, CN V1) 또는 안신경은 얼굴의 감각 신경이다. 눈신경은 삼차신경 (CN V)의 세개의 가지 중 하나이다. 눈신경은 눈, 윗얼굴의 피부, 그리고 앞 두피의 피부의 감각 신경 전달을 담당한다.

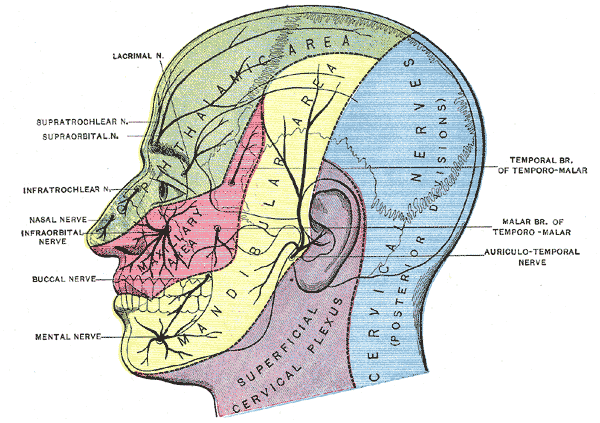
삼차신경의 피부분절 분포

삼차신경의 피부분절 분포

## 같이 보기
- 시각신경 (optic nerve, CN II, 시신경)
- 시각로 (optic tract, 시삭)
- 뇌신경

- 삼차신경

- 위턱신경
- 아래턱신경

- 앞뇌 (forebrain, prosencephalon, 전뇌)

- 끝뇌 (telencephalon, 종뇌)
- 사이뇌 (diencephalon, 간뇌)

- 중간뇌 (midbrain, mesencephalon, 중뇌)
- 마름뇌 (hindbrain, rhombencephalon, 후뇌)

- 뒤뇌 (metencephalon)

- 다리뇌 (pons)
- 소뇌 (cerebellum)

- 숨뇌 (myelencephalon, medulla oblongata, 연수)

- 주시 반사